# 中野区立東中野小学校
中野区立東中野小学校（なかのくりつひがしなかのしょうがっこう）は、2009年3月まで、東京都中野区東中野に所在した区立小学校。校名は中野区の東側に所在したことに由来する。

## 歴史
- 1956年（昭和31年）4月1日 - 中野区立中野昭和小学校、中野区立塔山小学校から分離し中野区立中野昭和小学校分校開校。
- 1957年（昭和32年）4月1日 - 中野区立東中野小学校として独立
- 2009年（平成21年）3月31日 - 中野区の学校再編計画により中野昭和小学校と統合し閉校。昭和小学校跡地に新設の中野区立白桜小学校が開校した。

なお、東中野小学校の前身に東中野国民学校があった。同校は1932年（昭和7年）に東中野尋常小学校として創立したが、戦争により被災し1946年（昭和21年）に廃校、桃園第二小学校に統合された。

## 交通アクセス
- JR中央線・都営地下鉄大江戸線東中野駅
- 東京メトロ東西線落合駅